# Death's Door
Death's Door es el noveno episodio de la primera temporada de la serie estadounidense de drama y ciencia ficción, The Tomorrow People. El episodio fue escrito por Pam Veasey & Leigh Dana Jackson, basadas en la historia de Greg Berlanti y Phil Klemmer y dirigido por Leslie Libman. Fue estrenado el 11 de diciembre de 2013 en Estados Unidos por la cadena The CW.
Cuando John se ve envuelto en una situación peligrosa, Stephen es incapaz de ayudarlo sin revelarse ante Ultra. No satisfecho con la respuesta que ha descubierto acerca de la desaparición de su padre, Stephen decide tomar medidas drásticas con la ayuda de los Chicos del mañana para averiguar la verdad. Mientras tanto, Cara y Russell negocian un intercambio con Jedikiah, quien en última instancia se ve obligado a tomar una decisión riesgosa. Finalmente, Stephen encuentra el camino al Limbo.

## Elenco
- Robbie Amell como Stephen Jameson.
- Peyton List como Cara Coburn.
- Luke Mitchell como John Young.
- Aaron Yoo como Russell Kwon.
- Madeleine Mantock como Astrid Finch.
- Mark Pellegrino como el Dr. Jedikiah Price.

## Continuidad
- Marla Jameson fue vista anteriormente en Kill or Be Killed.
- Se revela que Marla sabía sobre el proyecto Thanatos.
- John le confiesa a Stephen que él asesinó a Roger.
- Morgan es secuestrada por Cara para negociar con Jedikiah.
- Jedikiah descubre que Cara aún tiene sus poderes.
- "El fundador" es engañado por Jeidkiah, quien le hace creer que asesinó a Morgan.
- Jedikiah le pide a los Chicos del mañana que protejan a Morgan.
- Aldus Crick muere en este episodio.

## Banda sonora[3]
| N.º | Intérprete                    | Título              | Álbum                    |
| --- | ----------------------------- | ------------------- | ------------------------ |
| 1   | Sam Sparro ft. Durand Bernarr | Hang on 2 Your Love | Quantum Physical, Vol. 1 |

## Recepción

### Recepción del público
En Estados Unidos, Thanatos fue visto por 1.44 millones de espectadores, recibiendo 0.5 millones de espectadores entre los 18 y 49 años, de acuerdo con Nielsen Media Research.